# 奧斯華·陳
奧斯華·陳（英語：Oswald Chan/Oswald Tyson；1918年11月7日 - 1946年1月23日）是香港早期且具代表性的劍擊選手之一，同時為英國皇家空軍中少數香港飛行員之一。

## 生平

### 在港出生、求學
奧斯華·陳於1918年的英屬香港出生，為陳啟明家族的一員，父親陳啟明是來自香港的商人，母親為來自英国伦敦達利奇的Fanny Au。
陳於1931年從拔萃男書院畢業，後前往英國升學。

### 在英求學
奧斯華·陳於1932年至1938年間就讀倫敦達利奇學院，並於1936至1938年間參與該校劍擊校隊。
1938年，陳轉往剑桥大学唐宁学院就讀工程系，同時於1939年至1941年間代表劍橋大學出戰劍擊比賽。1939年，他在大學劍擊錦標賽的佩劍項目中擊敗牛津大学並勝出。同年，他代表劍橋大學出戰英、德大學之間的劍擊比賽。

### 參軍
1939年，陳參與英國皇家空軍大學飛行隊，同時加入英國皇家空軍志願軍的行列。他於二戰期間以Master-at-Arms之成績於大學飛行隊中畢業。
1942年，他獲派至英國皇家空軍小里辛頓空軍基地培訓飛行員。
同年，他獲升為少尉及飛行官。
1945年，他獲派往往法國维特里並駕駛B-25米切尔型轰炸机。
同年，他獲前226飛行隊的指揮官邀請加入新組建的飛行隊。

### 殉職
1946年1月18日，陳與其偵察兵Horace Maude於德國北萊茵-西法倫州英國皇家空軍居特斯洛基地駕駛蚊式轟炸機起飛。但引擎在起飛期間故障，導致飛機重重砸在跑道上，陳與Horace二人後於1946年1月23日因傷重不治離世。
陳後被葬於德國明斯特荒野軍人墓園。

## 個人生活
陳於1944年6月於倫敦坎伯韦尔與Doris Mary結婚，後育有一女（Tonie Chan；1945年 - ？）。